# Бабурин, Сергей Алексеевич
Сергей Алексеевич Бабурин (17 апреля 1956, Москва) — советский футболист, выступавший на позиции вратаря, российский футбольный тренер. Сыграл 14 матчей в высшей лиге СССР.

## Биография
Воспитанник московской футбольной школы «Трудовые резервы», тренер — Михаил Фёдорович Кузьмин. С 1975 года в течение четырёх с половиной сезонов выступал за дублирующий состав московского «Динамо», провёл 88 матчей в первенстве дублёров. За основной состав бело-голубых сыграл два матча в Кубке СССР в 1977 году, дебютировал 18 июня 1977 года в игре против «Кайрата».
В середине 1979 года перешёл в московский «Локомотив». Дебютный матч в высшей лиге сыграл 22 октября 1979 года против бакинского «Нефтчи». Всего за полтора сезона в высшей лиге принял участие в 14 матчах, а его команда по итогам сезона 1980 года вылетела в первую лигу. В 1982—1984 годах был безоговорочно первым вратарём железнодорожников, сыграв в каждом сезоне более 30 матчей. Был капитаном команды. В 1986 году перешёл в «Знамя Труда», но на следующий год вернулся в «Локомотив», где и завершил игровую карьеру. Всего в составе красно-зелёных сыграл 142 матча в первенствах страны. Становился неоднократным победителем Кубка МССЖ.
В 1991 году окончил Высшую школу тренеров. Работал тренером в московских детских командах «Локомотив» и «Трудовые резервы», а в 1993—1994 годах работал в Кувейте с молодёжным составом клуба «Аш-Шабаб». С 1997 года был тренером вратарей в раменском «Сатурне», клубах «Уралан-ПЛЮС» и «Видное», юношеской сборной России и снова в «Сатурне». В 2010-е годы снова работал с юношескими сборными.